# Ceratozetes bicornis
Ceratozetes bicornis är en kvalsterart som beskrevs av Hammer 1967. Ceratozetes bicornis ingår i släktet Ceratozetes och familjen Ceratozetidae. Inga underarter finns listade i Catalogue of Life.